# Madonna Benois
Madonna Benois er et oliemaleri fra c. 1478 af den italienske renæssancekunstner Leonardo da Vinci. Maleriet er for tiden udstillet på Eremitagen i Sankt Petersborg. 
Antagelig er Madonna Benois et af to billeder madonnaer han, ifølge egne optegnelser, påbegyndte i oktober 1478. Den anden madonna kunne være Madonna med nellike. Madonna Benois er sandsynligvis det første billede da Vinci malede uafhængig af sin læremester Verrocchio. På British Museum er bevaret to tidlige skitser til maleriet.

## Motiv
Madonna Benois forestiller en ung Jomfru Maria siddende med jesubarnet på skødet, mor og barn i et afslappet privat øjeblik – Maria, noget udsædvanligt, smiler. I centrum af billede og centrum for de tos blikke, holder Maria en blomst med fire kronblade, som kan symboliserer korsfæstelsen. Malerimetodikken viser træk af en nyligt opfundne malerteknik kaldet chiaroscuro, en metode til anvendelse af lys og skygge der får elementerne til at fremstå som tredimensionelle.
Maleriets kompleksitet og detaljerigdom satte nye standarder. Kompositionen med Jomfru Maria siddende med Jesubarnet og en nellikeblomst blev et populært motiv, der inspirerede mange samtidige og fremtidige kunstnere – eg. Rafaels Madonna med nellike (c.1506).

## Historie
Madonna Benois blev i århundreder anset for at være gået tabt. Indtil 1909 da den russiske arkitekt Leonti Benois (heraf navnet på billede) sensationelt udstillede det som del af sin svigerfars kunstsamling. I 1790 havde den russiske general og kunstsamler Alexandr Korsakov det tilsyneladende med tilbage til Rusland efter et ophold i Italien. Efter Korsakovs død, solgte hans søn det til en handelsmand ved navn Sapozhnikov fra Astrakhan for 1.400 rubler. Et af Sapozhnikovs barnebarn giftede sig med Leonti Benois, hvorved billede kom i Benois familieeje i 1880. I 1908 arrangerede magasinet Starye Gody (Старые годы – Ældre år) den første offentlige udstilling af maleriet. Det er ved denne lejlighed at Ernest Liphart, kurator ved det kejserlige malerakademi i St. Petersborg, som den første identificerer maleriet som en da Vinci. Efter en del mere polemik og uenighed om maleriets ægthed, solgte Leonti Benois det til Eremitagen i 1914, hvor det sidenhen har været udstillet.